# Ventrilo
Ventrilo je proprietární program pro VoIP a je využíváno hlavně hráči multiplayerových online her. Obdobně jako Mumble používá architekturu klient-server.
Klient je dostupný pro Microsoft Windows (32 a 64 bit) a macOS (32 bit). Server je k dispozici navíc i pro Linux, Solaris, FreeBSD a NetBSD.
Klient samotný je šířen jako freeware, nicméně bezplatná verze serveru umožňuje připojení pouze 8 uživatelů.